# Four Nations 2014
Die Four Nations 2014 waren die vierte Ausgabe des Rugby-League-Turniers Four Nations und wurden in Australien und Neuseeland ausgetragen. Als vierte Nation qualifizierte sich Samoa, das in einem Qualifikationsspiel Fidschi besiegte. Im Finale gewann Neuseeland 22:18 gegen Australien und gewann damit die Four Nations zum zweiten Mal.

## Qualifikationsspiel
| 3. Mai | Samoa | 32 : 16         | Fidschi                                                                               | Penrith Stadium, Sydney Zuschauer: 9.063 Schiedsrichter: Ashley Klein |
| 3. Mai | Versuche: Manumalealii 13. erh., 38. erh., 44. erh. Tuimavave 54. erh. Vidot 64. erh. Erhöhungen: Inu (5/5) Straftritte: Inu (1/1) 50. | (12:16) Bericht | Versuche: Naiqama 16. erh. Storer 27. erh. Tuqiri 30. n.erh. Erhöhungen: Tuqiri (2/3) | Penrith Stadium, Sydney Zuschauer: 9.063 Schiedsrichter: Ashley Klein |

## Austragungsorte
| Stadt      | Stadion              | Kapazität |
| ---------- | -------------------- | --------- |
| Brisbane   | Suncorp Stadium      | 52.500    |
| Dunedin    | Forsyth Barr Stadium | 30.748    |
| Melbourne  | AAMI Park            | 30.050    |
| Wellington | Westpac Stadium      | 34.500    |
| Whangārei  | Toll Stadium         | 30.000    |
| Wollongong | WIN Stadium          | 23.750    |

## Tabelle
|     | Team       | Spiele | Siege | Unent. | Ndlg. | Spiel- punkte | Diff. | Tabellen- punkte |
| --- | ---------- | ------ | ----- | ------ | ----- | ------------- | ----- | ---------------- |
| 01. | Neuseeland | 3      | 3     | 0      | 0     | 60:38         | + 22  | 6                |
| 02. | Australien | 3      | 2     | 0      | 1     | 72:60         | + 12  | 4                |
| 03. | England    | 3      | 1     | 0      | 2     | 58:58         | ± 0   | 2                |
| 04. | Samoa      | 3      | 0     | 0      | 3     | 56:90         | - 34  | 0                |

## Ergebnisse

### Runde 1
| 25. Oktober 16:00 | England | 32 : 26         | Samoa | Suncorp Stadium, Brisbane Zuschauer: 47.813 Schiedsrichter: Gerard Sutton |
| 25. Oktober 16:00 | Versuche: Shenton 21. erh. Watkins 34. erh. Farrell 46. erh. J. Tomkins 65. erh. S. Tomkins 68. erh. Erhöhungen: Widdop (5/5) Straftritte: Widdop (1/1) 40. | (14:10) Bericht | Versuche: Liu 26. erh. Vidot 30. n.erh. Godinet 55. erh., 61. erh. Winterstein 72. erh. Erhöhungen: Stanley (3/4) Roberts (1/1) | Suncorp Stadium, Brisbane Zuschauer: 47.813 Schiedsrichter: Gerard Sutton |

| 25. Oktober 18:30 | Australien                                                      | 12 : 30         | Neuseeland | Suncorp Stadium, Brisbane Zuschauer: 47.813 Schiedsrichter: Phil Bentham |
| 25. Oktober 18:30 | Versuche: Scott 3. erh. Inglis 21. erh. Erhöhungen: Smith (2/2) | (12:12) Bericht | Versuche: Proctor 17. erh. Brown 29. erh. Johnson 47. erh. Whare 51. erh. Nightingale 68. erh. Erhöhungen: Johnson (5/5) | Suncorp Stadium, Brisbane Zuschauer: 47.813 Schiedsrichter: Phil Bentham |

### Runde 2
| 1. November 16:00 | Neuseeland                                                                                        | 14 : 12       | Samoa                                                       | Toll Stadium, Whangārei Zuschauer: 16.912 Schiedsrichter: Henry Perenara |
| 1. November 16:00 | Versuche: Foran 10. erh. Nightingale 64. n.erh. Kenny-Dowall 76. n.erh. Erhöhungen: Johnson (1/3) | (6:8) Bericht | Versuche: Moga 6. n.erh. Vidot 18. n.erh. Leilua 44. n.erh. | Toll Stadium, Whangārei Zuschauer: 16.912 Schiedsrichter: Henry Perenara |

| 2. November 16:00 | Australien                                                                          | 16 : 12        | England                                                           | AAMI Park, Melbourne Zuschauer: 20.585 Schiedsrichter: Gerard Sutton |
| 2. November 16:00 | Versuche: Jennings 16. n.erh. Hunt 56. erh. Inglis 62. erh. Erhöhungen: Smith (2/3) | (4:12) Bericht | Versuche: Watkins 28. erh. Hall 33. erh. Erhöhungen: Widdop (2/2) | AAMI Park, Melbourne Zuschauer: 20.585 Schiedsrichter: Gerard Sutton |

### Runde 3
| 8. November 20:00 | Neuseeland                                                                           | 16 : 14        | England                                                                         | Forsyth Barr Stadium, Dunedin Zuschauer: 15.836 Schiedsrichter: Phil Bentham |
| 8. November 20:00 | Versuche: Nightingale 2. erh., 29. erh. Vatuvei 45. n.erh. Erhöhungen: Johnson (2/3) | (12:8) Bericht | Versuche: Hall 7. n.erh., 56. erh. Charnley 24. n.erh. Erhöhungen: Widdop (1/3) | Forsyth Barr Stadium, Dunedin Zuschauer: 15.836 Schiedsrichter: Phil Bentham |

| 9. November 16:00 | Australien | 44 : 18        | Samoa                                                                                | WIN Stadium, Sydney Zuschauer: 18.456 Schiedsrichter: Gerard Sutton |
| 9. November 16:00 | Versuche: Cronk 2. n.erh., 62. n.erh. Inglis 11. erh., 26. erh. Cherry-Evans 30. erh. Klemmer 34. erh. Papalii 76. erh Mansour 79. erh. Erhöhungen: Smith (4/6) Cherry-Evans (2/2) | (28:6) Bericht | Versuche: Simona 20. erh. Roberts 47. erh. Fa'alogo 69. erh. Erhöhungen: Lafai (3/3) | WIN Stadium, Sydney Zuschauer: 18.456 Schiedsrichter: Gerard Sutton |

## Finale
| 15. November 20:45 | Neuseeland | 22 : 18        | Australien                                                                           | Westpac Stadium, Wellington Zuschauer: 25.183 Schiedsrichter: Phil Bentham |
| 15. November 20:45 | Versuche: Vatuvei 35. erh., 63. n.erh. Nightingale 23. erh. Johnson 58. n.erh. Erhöhungen: Johnson (2/4) Straftritte: Johnson (1/1) 29. | (14:6) Bericht | Versuche: Jennings 11. erh. Mata'utia 42. erh. Hunt 76. erh. Erhöhungen: Smith (3/3) | Westpac Stadium, Wellington Zuschauer: 25.183 Schiedsrichter: Phil Bentham |

| 1                  | Peta Hiku          |
| 2                  | Jason Nightingale  |
| 3                  | Shaun Kenny-Dowall |
| 4                  | Dean Whare         |
| 5                  | Manu Vatuvei       |
| 6                  | Kieran Foran       |
| 7                  | Shaun Johnson      |
| 8                  | Jesse Bromwich     |
| 9                  | Isaac Luke         |
| 10                 | Adam Blair         |
| 11                 | Simon Mannering    |
| 12                 | Kevin Proctor      |
| 13                 | Jason Taumalolo    |
| Auswechselspieler: |                    |
| 14                 | Lewis Brown        |
| 15                 | Greg Eastwood      |
| 16                 | Martin Taupau      |
| 17                 | Tohu Harris        |

| 1                  | Greg Inglis       |
| 2                  | Josh Mansour      |
| 3                  | Michael Jennings  |
| 4                  | Dylan Walker      |
| 5                  | Sione Mata'utia   |
| 6                  | Daly Cherry-Evans |
| 7                  | Cooper Cronk      |
| 8                  | Aaron Woods       |
| 9                  | Cameron Smith     |
| 10                 | Josh Papalii      |
| 11                 | Sam Thaiday       |
| 12                 | Greg Bird         |
| 13                 | Corey Parker      |
| Auswechselspieler: |                   |
| 14                 | Boyd Cordner      |
| 15                 | Ben Hunt          |
| 16                 | Josh Jackson      |
| 17                 | David Klemmer     |